# Jean-Marc Foltz
Pour les articles homonymes, voir Foltz.
Jean-Marc Foltz (né en 1968 à Strasbourg) est un clarinettiste  français (également clarinette basse ), actif dans le domaine de la musique contemporaine et du jazz.

## Biographie
Jean-Marc Foltz a suivi une formation classique de clarinette et a étudié au Conservatoire de Strasbourg avec Armand Angster. Pendant plus de dix ans, il a fait partie de l'Ensemble intercontemporain ainsi que de l'Ensemble Accroche Note ; il a également travaillé avec la MusikFabrik NRW (de), l'Ensemble United Instruments of Lucillin (Luxembourg) ainsi qu'avec Alternance (Paris) et a interprété des pièces contemporaines de compositeurs tels que Georges Aperghis , Pierre Boulez , Pascal Dusapin ou Giacinto Scelsi. Parallèlement, il a joué dans l'Orchestre Régional de Jazz d'Alsace ou le Jazztett de Bernard Struber. Depuis 2001, il a travaillé en duo et en trio avec Stéphan Oliva et Bruno Chevillon ainsi qu'avec Raymond Boni, Joe McPhee et Latif Chaarani. Il a fait partie du quintet Improvista et du groupe Lousadzak de Claude Tchamitchian. Il a également donné des concerts avec le pianiste Bill Carrothers ou le Trio de Clarinettes (avec Armand Angster et Sylvain Kassap), avec lesquels il a également enregistré des disques. En 2005, il a fondé son propre trio avec Sébastien Boisseau et Christophe Marguet, avec lequel il s'est produit en Europe et en Amérique latine et pour lequel il compose également. Au vu de son album Gershwin, France Musique a jugé à son sujet : « Familier des grandes ruptures, aussi à l'aise dans le répertoire post-romantique, la musique contemporaine que dans le jazz le plus aventureux, Jean-Marc Foltz est un clarinettiste multi-alliances, fidèle à la démarche pionnière de Michel Portal, capable de faire surgir de nouvelles beautés du répertoire de Gershwin » .
Jean-Marc Foltz enseigne à l'Académie supérieure de musique de Strasbourg, à l'Académie Opus XXI et au CNSMD de Lyon.
Jean-Marc Foltz joue sur clarinette Selmer.
En mai 2024, un article de La Lettre du Musicien a fait état de deux plaintes déposées par des anciennes élèves de Jean-Marc Foltz pour "violences" et "viols".

## Enregistrements (sélection )
- Jean-Marc Foltz / Bruno Chevillon : Cette Opacité, (Clean Feed, CF045CD, 2005)
- Foltz, Oliva, Chevillon : Soffio Di Scelsi, (La Buissonne, 2007)
- Stéphan Oliva, Jean-Marc Foltz : Pandore, (Sans Bruit, sbr003, 2008)
- Jean-Marc Foltz, Matt Turner , Bill Carrothers : To The Moon, (Ayler Records, aylCD-112, 2010)
- Jean-Marc Foltz, Stephan Oliva :  Visions Fugitives, (Vision Fugitive, 2012)
- Philippe Mouratoglou, Jean-Marc Foltz, Bruno Chevillon : Steady Rollin' Man * Echoes Of Robert Johnson, (Vision Fugitive, 2012)
- Double Trio De Clarinettes : Itinéraire Bis, (label Between The Lines, BTLCHR 71231, 2013)
- Jean-Marc Foltz : Viracochas, (Vision Fugitive, 2013)
- Jean-Marc Foltz :Eleanora Suite - A Woman's Love And Life, (Vision Fugitive, 2014)
- Foltz, Oliva : Gershwin, (Vision Fugitive, 2016)
- Jean-Marc Foltz, Philippe Mouratoglou : Legends Of The Fall, (Vision Fugitive, VF313014, 2017)
- Jean-Marc Foltz : Nowaten (Celui Qui Ecoute), (Vision Fugitive, VF313016, 2018)
- Jean-Marc Foltz : Wild Beasts, (Vision Fugitive, VF313019, 2019)
- Bill Carrothers, Peg Carrothers, Jean-Marc Foltz, Philippe Mouratoglou, Stephan Oliva, Matt Turner, Emmanuel Guibert : La Musique D'Alan, (Vision Fugitive, VF313020, 2020)